# Nelle spire del terrore
Nelle spire del terrore (noto in America con il titolo di Boa vs. Python) è un film del 2004, diretto dal regista David Flores.

## Trama
Il film inizia ad Atlantic City dove si svolge un incontro di wrestling, ma, intanto, un Pitone gigantesco sta per essere trasportato in un laboratorio per essere esaminato ma proprio in quel momento l'effetto del tranquillante svanisce e il Pitone si risveglia e scappa uccidendo tutte le guardie. Dopo l'accaduto, una biologa esperta forma due squadre, una di militari e una di persone normalissime. Il loro compito è ritrovare il Pitone attraverso un Boa geneticamente modificato e ucciderlo.